# Conferencia de ONGs
La Conferencia de ONGs ( CoNGO ; nombre completo "Conferencia de Organizaciones No Gubernamentales en Relación Consultiva con las Naciones Unidas") "es una asociación de organizaciones no gubernamentales ( ONG ) independiente, internacional y sin fines de lucro. Facilita la participación de las ONG en los debates y la toma de decisiones de las Naciones Unidas ".
Existen dos clases de membresía, Plena, para aquellas ONG con estatus consultivo ante el Consejo Económico y Social de las Naciones Unidas, y Asociadas, para aquellas organizaciones afiliadas a un programa o agencia de la ONU, sumando más de 500 miembros. 
Fundada en 1948, CoNGO tiene comités con sede en Ginebra, Nueva York y Viena. Sus objetivos: "asegurar que las ONG estén presentes cuando los gobiernos discutan temas de interés mundial en las Naciones Unidas y facilitar las discusiones de las ONG sobre tales temas".

## Fondos
El informe CoNGO 2005 enumera los fondos, provenientes principalmente de la Agencia Suiza para el Desarrollo y la Cooperación, el Gobierno de Canadá, la Unión Internacional de Telecomunicaciones y las cuotas de membresía, en un total de casi US $ 490,000.  